# Kimberly Pressler
Pour les articles homonymes, voir Pressler.
Kimberly Pressler (née le 21 mai 1977 à Las Vegas, Nevada), est une mannequin, femme d'affaires et animatrice de télévision américaine, couronnée Miss USA 1999. Miss Pressler est apparue dans les magazines People, TIME, et votée l'une des « 101 femmes les plus sexy au monde » dans le magazine Stuff par les lecteurs.

## Concours
Pressler est originaire de Las Vegas (Nevada) puis grandit à Franklinville, New York. Elle participe à son premier concours en 1994, gagne le titre de Miss New York Teen USA, puis participe à Miss Teen USA 1994. Au concours national de cette année, elle ne réussit pas à atteindre le top 10. Elle est classée à la quarante-cinquième place. En 1999, Pressler gagne le concours de Miss New York USA, lui permettant de concourir à Miss USA de Branson (Missouri). Elle devient la quatrième femme de son État à gagner le titre de Miss USA. Pressler concourt plus tard pour le titre de Miss Univers tenue à Trinité-et-Tobago.

## Carrière dans le divertissement
Deux ans après avoir présenté des programmes télévisés sur MTV comme Senseless Acts of Videos, Fast and Famous et Becoming, Kimberly est engagée par NBC en 2003 pour présenter Adrenaline X, une série d'une heure sur les sports extrêmes.